# Türkische Nationalbewegung

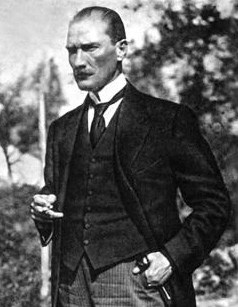
Mustafa Kemal auf dem Sivas-Kongress (1919)

Die türkische Nationalbewegung (türkisch Türk Ulusal Hareketi) umfasst die politischen und militärischen Aktivitäten der türkischen Revolutionäre, die zur Errichtung und Gestaltung der modernen Republik Türkei als Folge der Niederlage des Osmanischen Reiches im Ersten Weltkrieg und der anschließenden Besetzung von Istanbul, sowie der Teilung des osmanischen Reiches durch die Alliierten (Waffenstillstand von Moudros) führten. Die Osmanen sahen die Bewegung als Teil einer internationalen Verschwörung gegen sie. Die türkischen Revolutionäre lehnten sich somit gegen die Teilung des Reiches und gegen den 1920 von der osmanischen Regierung unterzeichneten Vertrag von Sèvres auf, der Teile von Anatolien selbst teilte.
Diese Gründung eines Bündnisses türkischer Revolutionäre während der Teilung führte zum türkischen Befreiungskrieg, der Abschaffung des osmanischen Sultanats am 1. November 1922 und der Erklärung der Republik Türkei am 29. Oktober 1923. Die Bewegung erklärte, die einzige Quelle für Regierungsführung für das türkische Volk sei die demokratische Große Nationalversammlung der Türkei.
Die Bewegung wurde 1919 durch eine Reihe von Vereinbarungen und Konferenzen in ganz Anatolien und Thrakien gegründet. Der Prozess zielte darauf ab, unabhängige Bewegungen im ganzen Land zu vereinen, um eine gemeinsame Stimme aufzubauen, und wird Mustafa Kemal Pascha (später Atatürk) zugeschrieben, da er der erste Sprecher, eine öffentliche Persönlichkeit und ein militärischer Führer der Bewegung war.

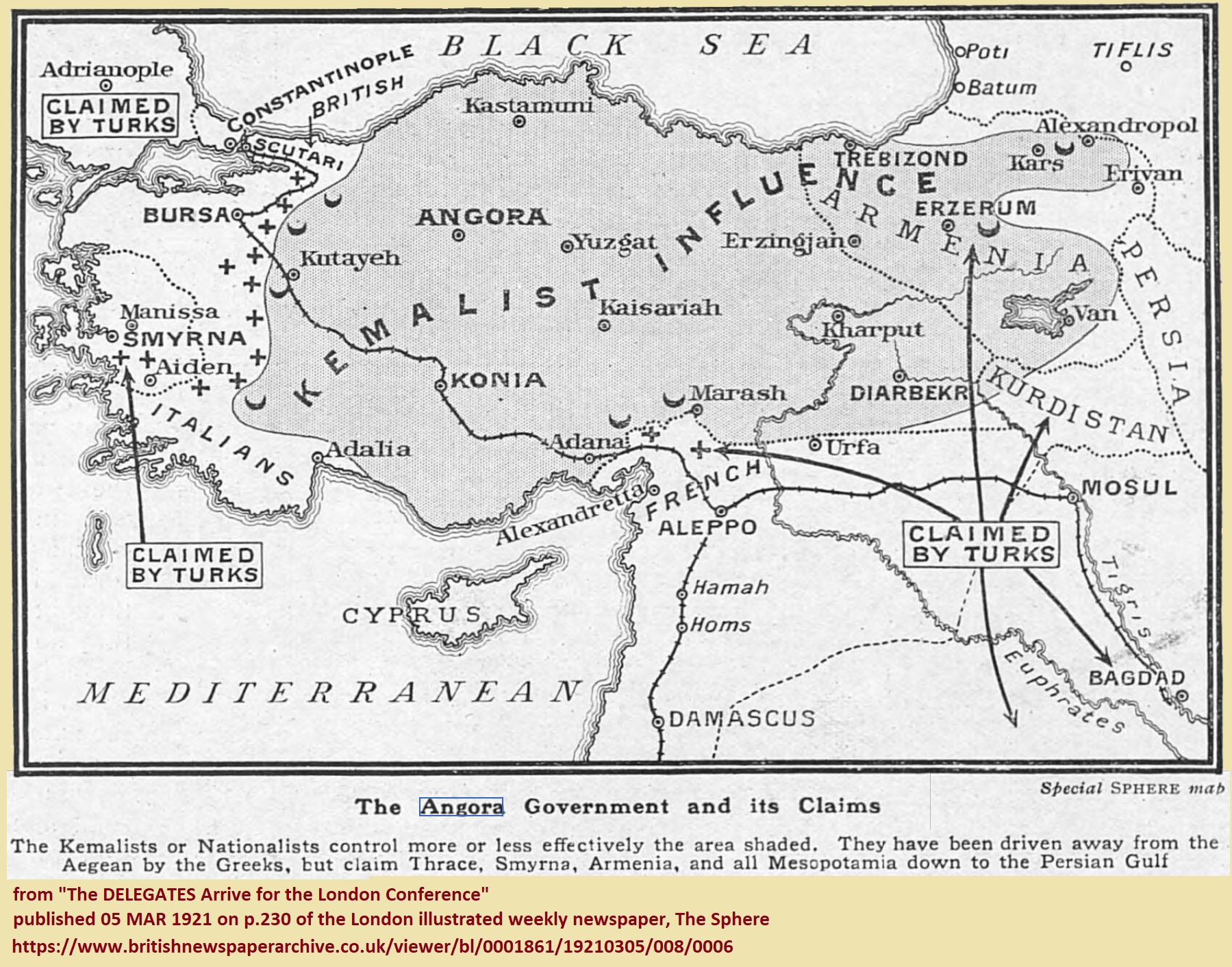
Die von The Sphere am 1. bis 5. März 1921 veröffentlichte Karte: „Die Angora-Regierung und ihre Ansprüche“

## Mustafa Kemals Erscheinen und das Amasya-Rundschreiben
Am 19. Mai 1919 war Mustafa Kemal Pascha von Istanbul kommend in Samsun von Bord des Dampfschiffs Bandırma gegangen. Er kam, mit dem Ehrentitel eines Yâver-i Ekrem des Sultans versehen, als Generalinspekteur der 9. Armee und Kommandeur des 3. und 15. Armeekorps. Sein vorgeblicher Auftrag war es, die Demobilisierung und Entwaffnung der dortigen osmanischen Streitkräfte durchzuführen und für die Wiederherstellung der öffentlichen Sicherheit angesichts des in der Region überhand nehmenden Brigantenwesens zu sorgen. Es ist unklar, welche Absichten die Regierung mit dieser Maßnahme tatsächlich verfolgte, und angesichts von Dokumenten im Bestand des osmanischen Innenministeriums auch zweifelhaft, ob Mustafa Kemal sich, entsprechend seiner späteren Stilisierung, von Anfang an mit dem Willen auf diese Mission begeben hatte, sich an die Spitze des nationalen Widerstands zu setzen. Er traf mit seinen Bemühungen um die Organisation und Erweiterung der Gendarmerie aber auf den Argwohn und Widerstand der lokalen britischen Agenten, die seine Abberufung verlangten. Zugleich beförderte die zeitgleiche griechische Besetzung von Izmir seine Ambitionen, sich an die Spitze des türkischen Widerstands zu setzen. Nach knapp einer Woche begab er sich am 24. Mai 1919 unter dem Vorwand, die dortigen Thermalquellen aufzusuchen, nach Havza etwas außerhalb des britischen Einflussgebiets. Von dort aus begann er das osmanische Telegraphennetz in Anatolien unter seine Kontrolle zu bringen und mit den osmanischen Armeekommandeuren, Gouverneuren und Lokalbehörden in Anatolien Kontakt aufzunehmen. Zugleich öffnete er die dortigen Waffendepots der Armee und begann die Bevölkerung zu bewaffnen. Am 13. Juni 1919 begab er sich mit seinem Stab nach Amasya, das außerhalb der Reichweite der britischen Besatzungstruppen in Samsun lag.
Dort versammelten sich bis zum 19. Juni 1919 verschiedene aktive und ehemalige Armeeoffiziere, darunter Refet [Bele], der Kommandeur des 3. Armeekorps in Sivas. An diesem Tag trafen auch der ehemalige Marineminister Rauf [Orbay] und Ali Fuad [Cebesoy], der Kommandeur des 20. Armeekorps in Ankara, nach Kâzım Karabekir der wichtigste türkische Armeeführer in Anatolien in Amasya ein. Diese verfassten nach telegraphischer Konsultation mit Kâzım Karabekir, der sich in Erzurum befand, das sogenannte Amasya-Rundschreiben.
Das Amasya-Rundschreiben (Amasya Tamimi) vom Juni 1919 stellt in vielerlei Hinsicht die Grundlage der Widerstandsbewegung gegen die Besatzer dar, da hier zum ersten Mal auch von einer nationalen Unabhängigkeit basierend auf Provinzen, nicht auf Ethnien die Rede war. Zum Abkommen wurde folgendes festgehalten:
- Die Einheit des Vaterlandes und die Unabhängigkeit des Volkes sind in Gefahr.
- Die Regierung in Istanbul wird der Verantwortung nicht gerecht. Diese Situation ignoriert unser Volk.
- Die Unabhängigkeit des Volkes wird wieder durch die Bemühungen und den Willen des Volkes gerettet.
- Es ist notwendig, ein frei von jeglichem Druck und von jeglicher Kontrolle befindliches nationales Komitee zu errichten, um die Lage des Volkes, seine Bedingungen und seine Rechte der Welt mit einer kräftigen Stimme zu verlautbaren.
- Es wurde bestimmt, in Sivas, dem in Anatolien in jeglicher Hinsicht sichersten Ort, sofort einen nationalen Kongress abzuhalten.
- Dazu müssen aus den Sandschaks aller Provinzen jeweils drei Vertreter, die das Vertrauen Volkes innehaben, sich so schnell wie möglich auf den Weg dorthin machen.
- Um für alle Situationen vorbereitet zu sein, muss dieses Vorhaben als nationales Geheimnis bewahrt werden und zur Not dürfen die Vertreter auf ihrer Reise ihre Identität nicht preisgeben.
- Im Namen der östlichen Provinzen wird am 10. Juli ein Kongress in Erzurum stattfinden. Wenn bis dahin die Vertreter der anderen Provinzen auch nach Sivas kommen können, wird die Delegation des Erzurum-Kongresses dem Sivas-Kongress beiwohnen.

## Konferenzen

### Erzurum-Kongress
Hauptartikel: Kongress von Erzurum
Am 23. Juli 1919 trafen sich 56 Delegierte aus den Vilâyets von Bitlis, Erzurum, Sivas, Trabzon und Van in Erzurum auf Einladung von Mustafa Kemal und Kâzım Karabekir. Am ersten Tag wählten die Delegierten Mustafa Kemal zum Vorsitzenden des Kongresses. Es wurde eine Reihe wichtiger Entscheidungen getroffen, die das zukünftige Handeln der Türken im Befreiungskrieg prägen sollten. Der Kongress bekräftigte die Wünsche der Provinzen, im Osmanischen Reich zu bleiben, anstatt von den Alliierten aufgeteilt zu werden. Man weigerte sich, ein Völkerbundmandat für das Reich anzuerkennen und wandte sich gegen Sonderrechte für Griechen oder Armenier. Es wurde beschlossen, gegen solchen Maßnahmen Widerstand zu leisten, sollte versucht werden, diese umzusetzen. Der Kongress entwarf außerdem eine erste Version des Misak-ı Millî (Nationalpakt), der später in Sivas verabschiedet werden sollte.
Während des Kongresses wurde General Kâzım Karabekir vom Sultanat direkt angewiesen, Kemal und Rauf unter Arrest zu stellen und Kemals Position als Generalinspekteur der östlichen Provinzen zu übernehmen. Er widersetzte sich der Regierung in Konstantinopel jedoch und lehnte es ab, die Festnahme durchzuführen.

### Sivas-Kongress

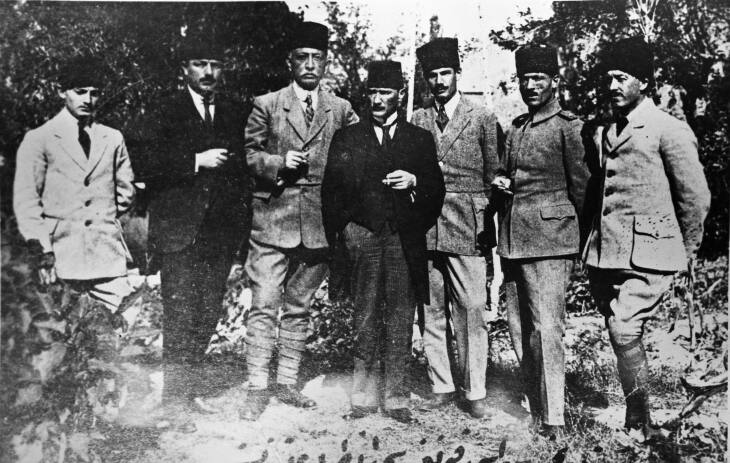
Prominente Nationalisten auf dem Sivas-Kongress. Von links nach rechts: Muzaffer Kılıç, Rauf Orbay, Bekir Sami Kunduh, Mustafa Kemal Atatürk, Ruşen Eşref Ünaydın, Cemil Cahit Toydemir, Cevat Abbas Gürer.

Der Kongress in der zentralanatolischen Stadt Sivas fand vom 4. bis zum 11. September 1919 statt. Das Abhalten des Kongresses wurde bereits mit dem Amasya-Rundschreiben festgelegt und schon auf dem Erzurum-Kongress vorbereitet. Obwohl mit 38 weniger Delegierte als beim Erzurum-Kongress anwesend waren, vertraten diese mehr Regionen des Landes. Es wurden zahlreiche, essenzielle Entscheidungen getroffen, die später eine Ausgangslage des Türkischen Befreiungskriegs darstellen sollten. Der Kongress gilt zudem als erster Parteitag der Republikanischen Volkspartei (CHP).

## Amasya-Protokoll
Das Amasya-Protokoll ist eine Absichtserklärung (Memorandum of Understanding) zwischen der Türkischen Nationalbewegung und der osmanischen Regierung, deren Ziel es war, eine nationale Einheit durch gemeinsames Handeln zu bewahren, was gleichzeitig eine Anerkennung des stetig wachsenden Einflusses der Nationalbewegung in Anatolien bedeutete. Mustafa Kemal Atatürk, Rauf Orbay und Bekir Sami Kunduh auf der einen Seite sowie Hulusi Salih Pascha als Vertreter von Großwesir Ali Rıza Pascha unterzeichneten die Erklärung am 22. Oktober 1919.

## Große Nationalversammlung
Am 23. April 1920 versammelte sich das neue Parlament (anfangs unter dem Namen Büyük Millet Meclisi / osmanisch بویوك ملت مجلسی / „Große Nationalversammlung“) in Ankara zum ersten Mal und wählte Mustafa Kemal Atatürk zum Präsidenten sowie İsmet İnonü zum Oberbefehlshaber der Armee. Der 23. April ist seit 1921 ein Feiertag in der Türkei, der sogenannte Feiertag der Nationalen Souveränität und des Kindes (Ulusal Egemenlik ve Çocuk Bayramı).
Der Vertrag von Alexandropol vom 2. Dezember 1920 war das erste Abkommen, in dem die Gegenregierung in Ankara international als Verhandlungspartner anerkannt wurde.

## Errichtung der Republik Türkei
Nach dem erfolgreichen Befreiungskrieg wurde das osmanische Sultanat am 1. November 1922 abgeschafft und die Republik Türkei am 29. Oktober 1923 ausgerufen. Die Nationalbewegung löste den Vertrag von Sèvres auf und schloss den Vertrag von Lausanne. Somit wurden auch die nationalen Grenzen der Türkei (Misak-ı Millî) anerkannt.